# جائزة بيرل- جامعة كارولينا الشمالية
تُمنح جائزة بيرل-جامعة كارولينا الشمالية دوليًا في مجال العلوم االعصبية. ينقسم غرض الجائزة لقسمين: التعرف على الباحثين عن الاكتشافات المتميزة والرؤى الواعدة في علم الأعصاب والاحتفاء بقوة برنامج أبحاث علم الأعصاب في جامعة ولاية كارولينا الشمالية في تشابل هيل. واعتبارًا من عام 2017، فاز ستة متلقين لجائزة بيرل-جامعة كارولينا الشمالية بجائزة نوبل؛ وفاز ثلاثة آخرون بجوائز كافلي في مجلة العلوم العصبية.

## بداية الجائزة
قام إدوارد بيرل (1926-2014)، وهو عالم أعصاب وأستاذ سابق في علم الأحياء الخلوي والفيزيولوجيا في كلية الطب بجامعة كارولينا الشمالية، بتأسيس جائزة في عام 2000 للاعتراف بالمساهمة العلمية البارزة في علم الأعصاب. وكان يتصور أن تختار لجنة الاختيار المتلقين «من مجال واسع من علم الأعصاب يتراوح من التطور إلى الآليات الجزيئية إلى وظيفة تكاملية.» ولاحظ بيرل أيضًا أن «الجائزة تسمح له بالاعتراف بالجامعة للفرص التي أتاحتها له» وأنها «ستساعد في جذب الانتباه إلى المؤسسة وقوتنا في علم الأعصاب».

## الحاصلون على الجائزة
- 2000 ديفيد جوليوس، استنساخ مستقبلات كبسيكين.[3]
- 2001 رودريك ماكينون، حل البنية البلورية لقناة البوتاسيوم.[4]
- 2002 ليندا باك وريتشارد أكسل، اكتشاف عائلة بروتينات مستقبلات الشمّ.[5][6]
- 2003 إيف برد، اكتشاف العامل العصبي المستمد من الدماغ.[7][8]
- 2004 روجر تسيان، تطوير أدوات لرصد التشوير في الخلايا العصبية الحية.[9][10]
- 2005 روبرت مالينكا وروجر نيكول، اكتشاف الآليات التي تكمن وراء التشابكات طويلة الأجل.[11]
- 2006 سولومون سنايدر، تحديد مستقبلات الأفيون في الدماغ.[12]
- 2007 هدى الزغبي، اكتشاف الأساس الوراثي لمتلازمة ريت.[13][14]
- 2008 مايكل إي. غرينبرغ، اكتشاف مسارات الإشارات المؤدية إلى تنظيم نشاط النسخ الجيني.[15]
- 2009 توماس جيسيل، تحديد الآليات الجزيئية التي تنظم تطور الدوائر العصبية.[16]
- 2010 كاترين دولاك وكوري بارجمان، اكتشاف الدوائر الكيمائية الحسية التي تنظم السلوكيات الاجتماعية.[17][18][19]
- 2011 كارل ديسيروث، وإدوارد بويدن، وفنغ تشانغ، تطوير وتطبيق علم البصريات الوراثي لدراسة وظائف الدوائر العصبية.[20][21][22]
- 2012 إدوارد موزر وماي بريت موزر، اكتشاف المبادئ الأساسية التي تحكم التمثيل الداخلي للفضاء والذاكرة العرضية.[23][24]
- 2013 ماركوس رايشل، الاكتشافات المتعلقة بشبكة الوضع الافتراضي لوظيفة الدماغ.[25]
- 2014 ديفيد دبليو تان، اكتشاف الآليات الأساسية للحساب العصبي.[26][27]
- 2015 كريتوفر والش، اكتشاف الجينات والآليات المنظمة للتنمية القشرية البشرية.[28]
- 2016 ديفيد ج. أندرسون، اكتشاف آليات الدوائر العصبية التي تتحكم في السلوكيات العاطفية.[29]
- 2017 دوريس تساو ووينريش فرايوالد، اكتشاف آليات الدماغ للتعرف على الوجه.[30]

اعتبارًا من عام 2017، حصل ستة متلقين للجائزة على جائزة نوبل في الطب أو علم وظائف الأعضاء وهم: ليندا باك وريتشارد أكسل وماي بريت موزر وإدوارد موزر أو الكيمياء روجر تسيان، ورودريك ماكينون. كما حصل ثلاثة فائزين بالجائزة على جائزة كافلي في علم الأعصاب وهم: توماس جيزل، وكوري بارجمان، وماركوس رايتشل.

## لجنة الإختيار
الأعضاء الحاليون هم وليام سنايدر (الرئيس)، وتوم أولبرايت، وفانيسا روتا، وجولي كاور، وريجينا كارلي، وبن فيلبوت، ومارك زيليكا.

## روابط خارجية
- Perl-UNC Prize, UNC Neuroscience Center